# Капитан Хлебников (ледокол)
«Капита́н Хле́бников» — российский ледокол, один из четырёх ледоколов класса «Капитан Сорокин», построенных финской верфью «Вяртсиля». Судно названо в честь полярного капитана Юрия Константиновича Хлебникова.
С момента постройки в 1981 году по ноябрь 2016 года ледокол фактически находился в составе флота Дальневосточного морского пароходства (ДВМП).
Ледокол «Капитан Хлебников» участвовал во многих экскурсионных турах в Арктику и Антарктиду (оператор — Quark Expeditions). В навигацию 1996—1997 года судно впервые в мире выполнило круизный маршрут вокруг Антарктиды. В период с 1998 и по 2016 год судно ещё несколько раз подвергалось модернизациям с целью сохранения легальной возможности работы с пассажирами. В основном эти работы проводились с аварийно-спасательным и противопожарным оборудованием судна. В 2016 году после долгого перерыва был возобновлён контракт с Quark Expeditions. Летом этого же года судно совершило «северный кругосветный вояж» по маршруту Владивосток-Анадырь-Мурманск-Гренландия-Канадская Арктика-Анадырь-Владивосток.
Техническое состояние судна, по крайней мере на конец 2016 года, оценивалось как очень хорошее. Поэтому есть явная возможность провести различные последующие модернизации самого ледокола.
Кроме того, есть идеи увеличения пассажировместимости данного судна, с заметным улучшением комфорта для экипажа и пассажиров.
Работы по технической модернизации механизмов и оборудования ледокола ранее планировались в ПАО «ДВМП», но они не получили дальнейшего развития в связи с передачей судна Росморпорту.
7 февраля 2022 года обеспечил проводку боевых кораблей ТОФ через ледовые поля в проливе Лаперуза.
- Ледокол «Капитан Хлебников» в море Росса (2001)

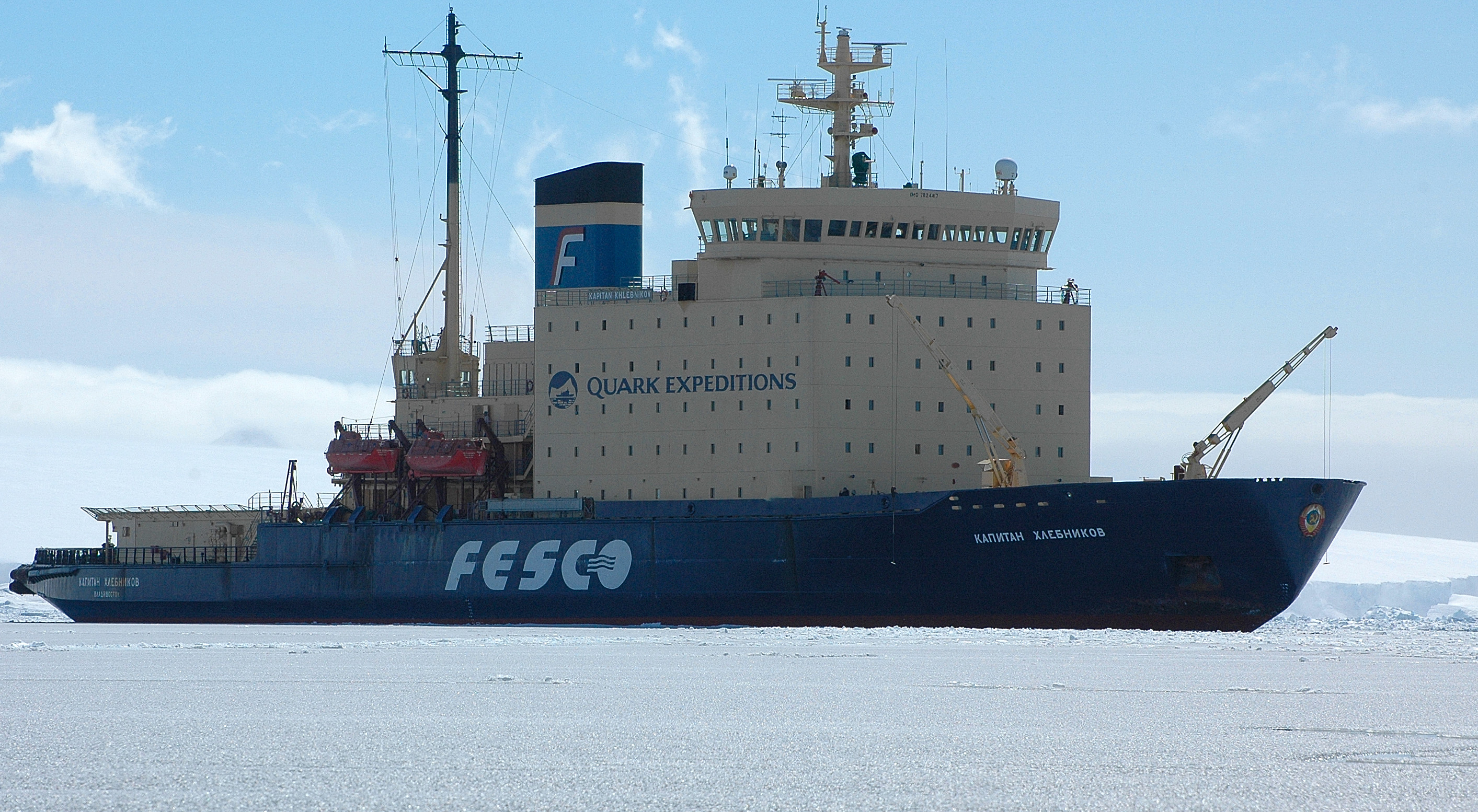
2007 год
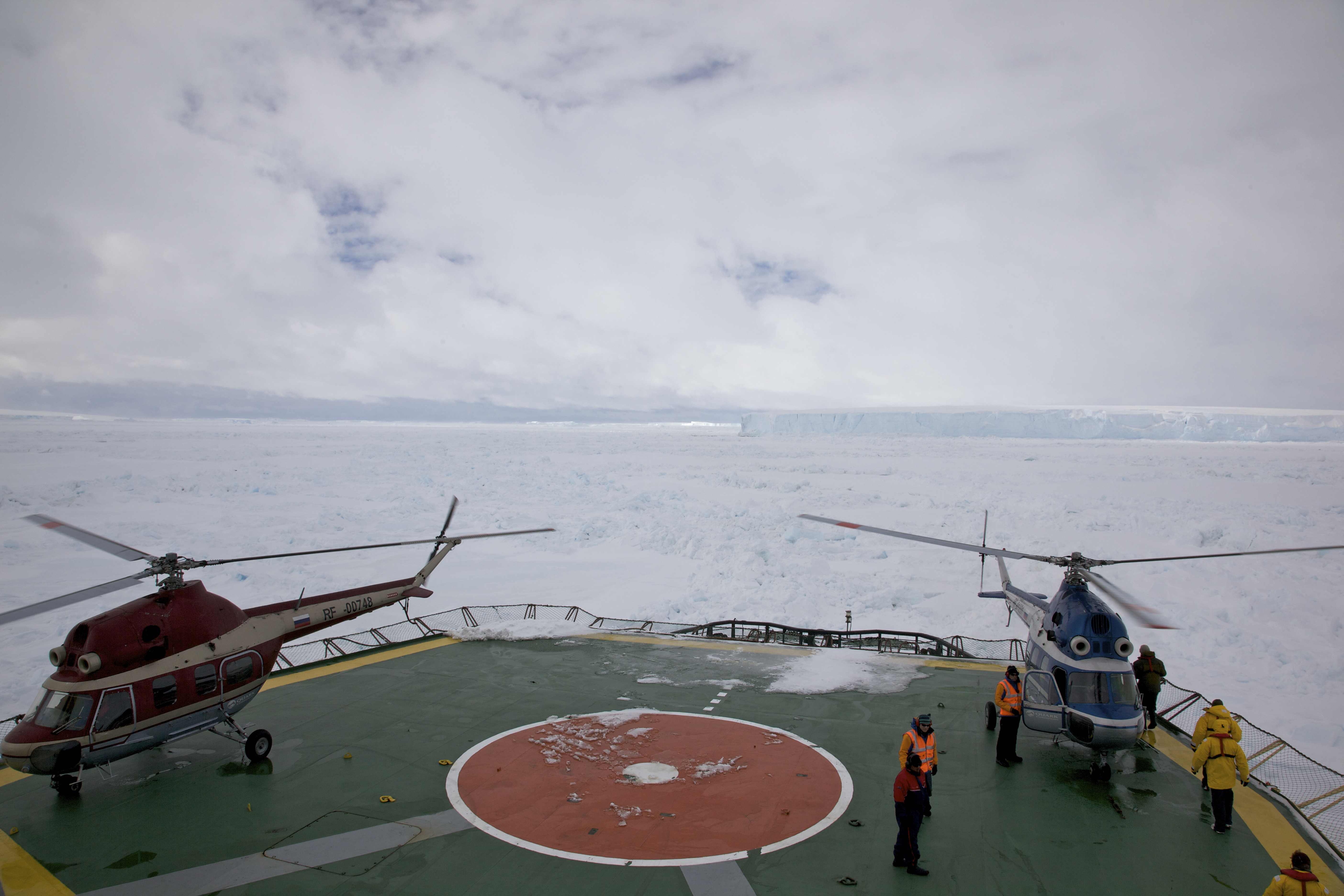
2009 год
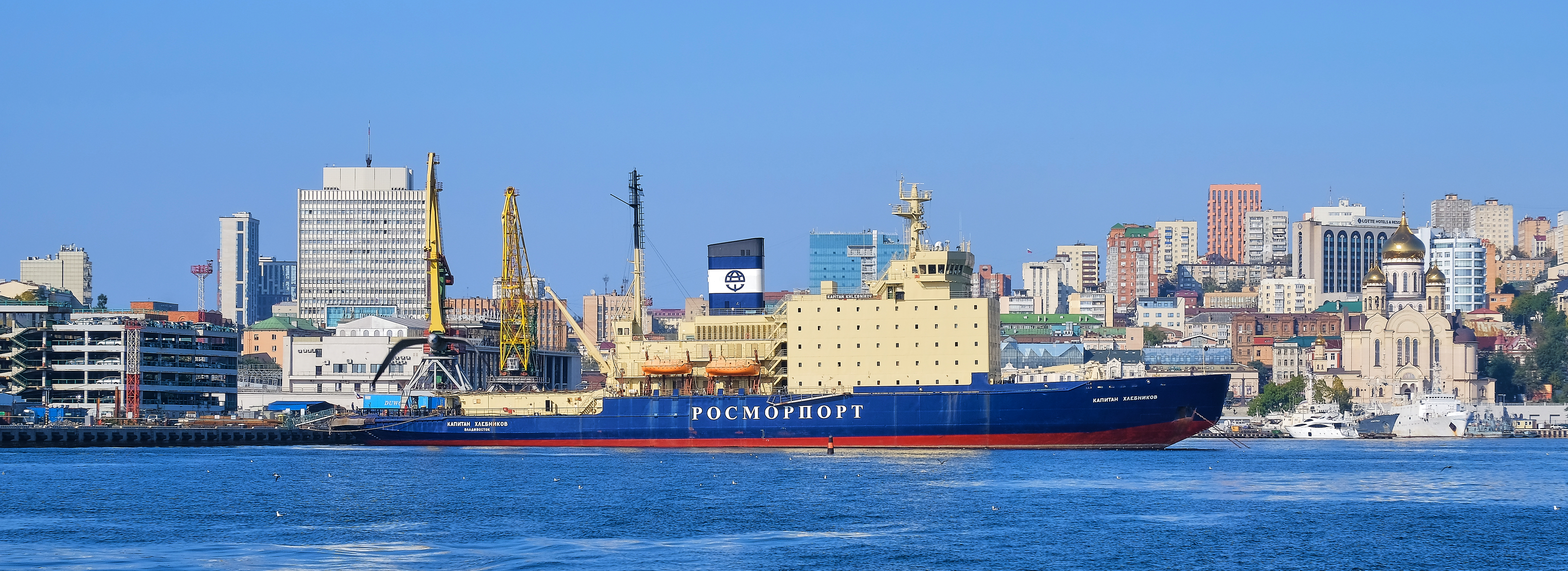
2024 год